# 台灣農畜產工業
台灣農畜產工業股份有限公司（簡稱：台畜或台灣農畜），是一家以生產肉類加工品聞名的企業。　同時也為台灣各類食品進口經銷的龍頭，代理的產品多樣，包含西班牙伊比利豬、西班牙伊比利風乾生火腿、法國拜恩火腿、日本和牛、愛麵族等等。

## 歷史
1960年代初期，屏東縣縣長張豐緒和各級政府官員為改善當地經濟，積極前往日本洽詢商業合作機會。在地方士紳陳田錨等人協力支持之下，台灣農畜產工業股份有限公司於1967年 (民國五十六年) 5月獲中華民國經濟部核准設立:737，並在同年7月由以張豐緒家族為首的地方士紳與高崎火腿正式合資創辦。
1968年（民國五十七年）7月，該公司開始生產冷凍肉外銷日本，成為臺灣地區首個產品進入日本市場的現代化冷凍肉專營加工廠，並奠定臺灣地區冷凍豬肉外銷之基礎。該措施解決了當時臺灣地區毛豬生產過剩之困境，促使農民經濟收益增加，更促進毛豬之品種改良且平衡臺日雙方貿易逆差。
1968年9月，該公司陸續開始生產西式火腿、西式香腸、煙肉等加工類產品於中華民國境內銷售，並在臺澎金馬地區陸續設立經銷商。
2019年，在屏東農業生技園區打造高規格肉品加工廠。農科廠坐落於屏東農業生物科技園區，建置符合外銷歐美、日本和新加坡等國之超高規範，外觀採LOW-E玻璃帷幕，與環境融為一體，獲得美國綠建築協會LEED黃金級認證。內部強調分區溫度控管、生熟食界面分離、使用潔淨蒸氣等許多超高規格的設備與設施。
2022年，日本農林水產省公告，成為全國唯一同時具備「加熱畜肉(偶蹄)處理設施」與「加熱禽肉處理設施」兩項可合法外銷日本的肉品廠。

## 旗下品牌
- RÒU by T-HAM[8][5][9]
- NO MEATING一植肉

## 服務
- 豬隻屠宰
- 生鮮豬肉
- 肉品加工
- 代理/經銷國內外食品

## 獲獎及榮譽
- 第一家冷凍豬肉外銷日本工廠，1968年
- 台畜冷藏豬肉率先取得CAS認證，產品編號010101，1986年
- 國家品質金像獎 台畜德式香腸，2006年
- 國內首家通過SGS動物人道──豬隻屠宰場認證的工廠，2009年
- 第一家引入HPP高壓滅菌技術、以及首批加入安心食品履歷，2012年
- 頂級美味大獎二星 台畜德式香腸，2015年[10][11]
- 台畜梅花叉燒肉片榮獲 農產十大創新產品的比賽獲得銀牌獎，2016年
- 台畜農科廠房，獲得美國綠建築協會LEED黃金級認證，2018年
- 台畜迷迭香雞胸肉榮獲銀髮友善食品銀饌獎，2019年
- 台畜清香麻油雞胸肉榮獲銀髮友善食品金饌獎及創新潛力獎，2020年
- 台畜豚骨菲力糙米粥榮獲銀髮友善食品金饌獎及創新潛力獎，2021年
- 台畜農科廠榮獲全國唯一「加熱畜⾁(偶蹄)處理設施」與「加熱禽⾁處理設施」外銷日本雙認證，2022年
- 屏東鯀政府深耕典範亮點獎，2023年
- 家樂福優良廠商表揚 ，2023年

## 事件
- 2014年9月初，台畜在劣質油品事件爆發後向屏東縣政府自主通報其獅子頭產品於當年使用問題豬油油炸。[12]
- 2014年10月22日，香港食物環境衛生署食物安全中心發出「食物警報」公告，台畜四款肉鬆、肉酥產品因受劣質豬油汙染，即日起下架，呼籲香港市民停止食用上述產品。[13][14]

## 外部連結
- 台灣農畜產工業股份有限公司
- 台灣農畜產工業的Facebook專頁